# ミクロブラキス
ミクロブラキス（学名:Microbrachis）は、石炭紀後期のチェコに生息していた空椎亜綱細竜目に属する絶滅両生類。学名は「小さな腕」の意。

## 特徴
全長15cmほどで、現生のアホロートルのような幼形成熟する有尾類に似た外見をしていた。成長後も外鰓を保持し、学名の示すような陸上で体を支えるには足らない小さな四肢を持つ、一生水中で過ごす動物だったらしい。一方で両生類としては長い間、陸地で過ごせたとの見方もある。水中の小さな無脊椎動物を捕食していたと思われる。胴部が非常に長くなっており、40個を越える椎骨を持つ。他の細竜目では椎骨が15-26個程度の種が多い。おそらく魚類のように水中で体をくねらせて移動するのに適応していたのだろう。